# Municipio de Chestina
El municipio de Chestina (en inglés: Chestina Township) es un municipio ubicado en el condado de Kidder en el estado estadounidense de Dakota del Norte. En el año 2010 tenía una población de 25 habitantes y una densidad poblacional de 0,27 personas por km².

## Geografía
El municipio de Chestina se encuentra ubicado en las coordenadas 47°1′55″N 100°1′47″O / 47.03194, -100.02972. Según la Oficina del Censo de los Estados Unidos, el municipio tiene una superficie total de 93.2 km², de la cual 92,53 km² corresponden a tierra firme y (0,71 %) 0,67 km² es agua.

## Demografía
Según el censo de 2010, había 25 personas residiendo en el municipio de Chestina. La densidad de población era de 0,27 hab./km². De los 25 habitantes, el municipio de Chestina estaba compuesto por el 100 % blancos. Del total de la población el 0 % eran hispanos o latinos de cualquier raza.